# Anton Schrammel

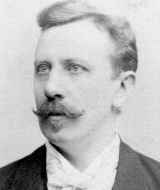
Anton Schrammel (1894)

Anton Schrammel (* 13. November 1854 in Wien; † 12. März 1917 ebenda) war ein österreichischer Politiker (Sozialdemokratische Arbeiterpartei), Gewerkschaftssekretär und Redakteur. Er war von 1887 bis 1900 sowie von 1907 bis 1911 Abgeordneter zum Österreichischen Abgeordnetenhaus.

## Leben
Anton Schrammel wurde als Sohn eines Eisenbahnkondukteurs geboren. Er besuchte die Volksschule und zwei Klassen einer Realschule, bevor ihn der frühe Tod seines Vaters zum Abbruch seiner Schulausbildung zwang. Er erlernte den Beruf des Bernstein- und Meerschaumdrechslers und wurde für seine Arbeiten bei einer Weltausstellung mit einer Goldmedaille ausgezeichnet. Nach seiner Gesellenwanderschaft durch viele Staaten Europas, wobei er unter anderem 10 Monate in Rom verbrachte, gründete er mit Jakob Reumann den gewerkschaftlichen Drechslerverband in Wien. Er war bereits seit seinem 17. Lebensjahr in der Arbeiterbewegung aktiv und engagierte sich bald im Fortbildungs- und Unterstützungsverein der Drechsler Wiens, wo er bald zum Schriftführer gewählt wurde. Auf Grund seines gewerkschaftlichen Engagements wurde er in seinem Betrieb „gemaßregelt“ und arbeitete deshalb zwischen 1891 und 1896 Redakteur des Verbandsorgan „Fachblatt der Drechsler“. 1892 wurde er zudem Mitglied des Parteivorstands der Sozialdemokratischen Arbeiterpartei, wobei ihm seine Agitations- und Versammlungsaktivitäten 1894 nach einer Rede in Bozen sechs Monate schweren Kerker vor einem Tiroler Gericht einbrachten. 1896 wurde er auf Wunsch der Partei Herausgeber und Redakteur der Neunkirchner Volkszeitung „Gleichheit“. Schrammel trat bei der Reichsratswahl 1897 im böhmischen Wahlkreis 6 (Leitmeritz, Aussig etc.) für die Kurie der „Allgemeine Wählerklasse“ an und wurde im selben Jahr als einer der ersten Sozialdemokraten in das Abgeordnetenhaus des Reichsrats gewählt. Er wechselte 1899 auch beruflich nach Aussig, wo er die Redaktion des „Volksrechtes“ übernahm. Bei der Reichsratswahl 1901 unterlag Schrammel einer bürgerlichen Koalition, 1907 wurde er im Wahlbezirk Böhmen 81 jedoch neuerlich in das Abgeordnetenhaus gewählt. Er vertrat die Sozialdemokraten dort bis 1911, wobei er bei der Reichsratswahl 1911 seinen Sitz an Rudolf Lodgman von Auen verlor. Schwerpunkte seines politischen Engagements im Reichsrat waren sozialpolitische Anliegen der Arbeiterschaft, insbesondere in den Bereichen Arbeitsverhältnisse und Löhne, sowie die Lebensmittelteuerung. Schrammel kehrte 1906 nach Wien zurück, wo er als Sekretär des Verbands der Arbeiter in der chemischen Industrie sowie als Herausgeber und Redakteur dessen Verbandszeitung arbeitete.
Schrammel wurde nach seinem Tod am 14. März 1917 am Wiener Zentralfriedhof (Gruppe 3, Reihe 2, Nr. 16) begraben. Ihm zu Ehren wurde ein Gemeindebau in Wien in Anton-Schrammel-Hof benannt.